# Veturius platyrhinus
Veturius platyrhinus is een keversoort uit de familie Passalidae. De wetenschappelijke naam van de soort is voor het eerst geldig gepubliceerd in 1845 door Westwood.